# 库提
库提，郁久闾氏，為亞洲蒙古一帶古國柔然的十六位君主，库提是登注俟利之长子，於553年立汗。
库提是候其伏代库者可汗那盖的曾孙，敕连头兵豆伐可汗阿那瓌的堂侄。552年，阿那瓌被突厥伊利可汗土门打败杀死，登注俟利和库提随阿那瓌的儿子庵罗辰归顺北齐。库提的二弟铁伐被留在漠北东部的柔然人立为可汗。梁承聖二年（553年）二月，铁伐被契丹人杀害。登注俟利和库提返回漠北，被柔然国人拥立为可汗，同月，登注俟利被大人阿富提所殺。库提被立为可汗。突厥再大举进攻柔然，他被迫举国投降北齐。梁承聖二年十二月初六日（554年1月24日），齐文宣帝从晋阳北逐突厥，废除库提可汗之名。